# Садли (Вирџинија)
Садли (енгл. Sudley) насељено је место без административног статуса у америчкој савезној држави Вирџинија.

## Демографија
По попису из 2010. године број становника је 16.203, што је 8.484 (109,9%) становника више него 2000. године.
| Група             | 2000.         | 2010.         |
| Белци             | 5.554 (72,0%) | 6.080 (37,5%) |
| Афроамериканци    | 917 (11,9%)   | 2.500 (15,4%) |
| Азијати           | 287 (3,7%)    | 993 (6,1%)    |
| Хиспаноамериканци | 717 (9,3%)    | 6.115 (37,7%) |
| Укупно            | 7.719         | 16.203        |